# Cabina de pilotatge de vidre

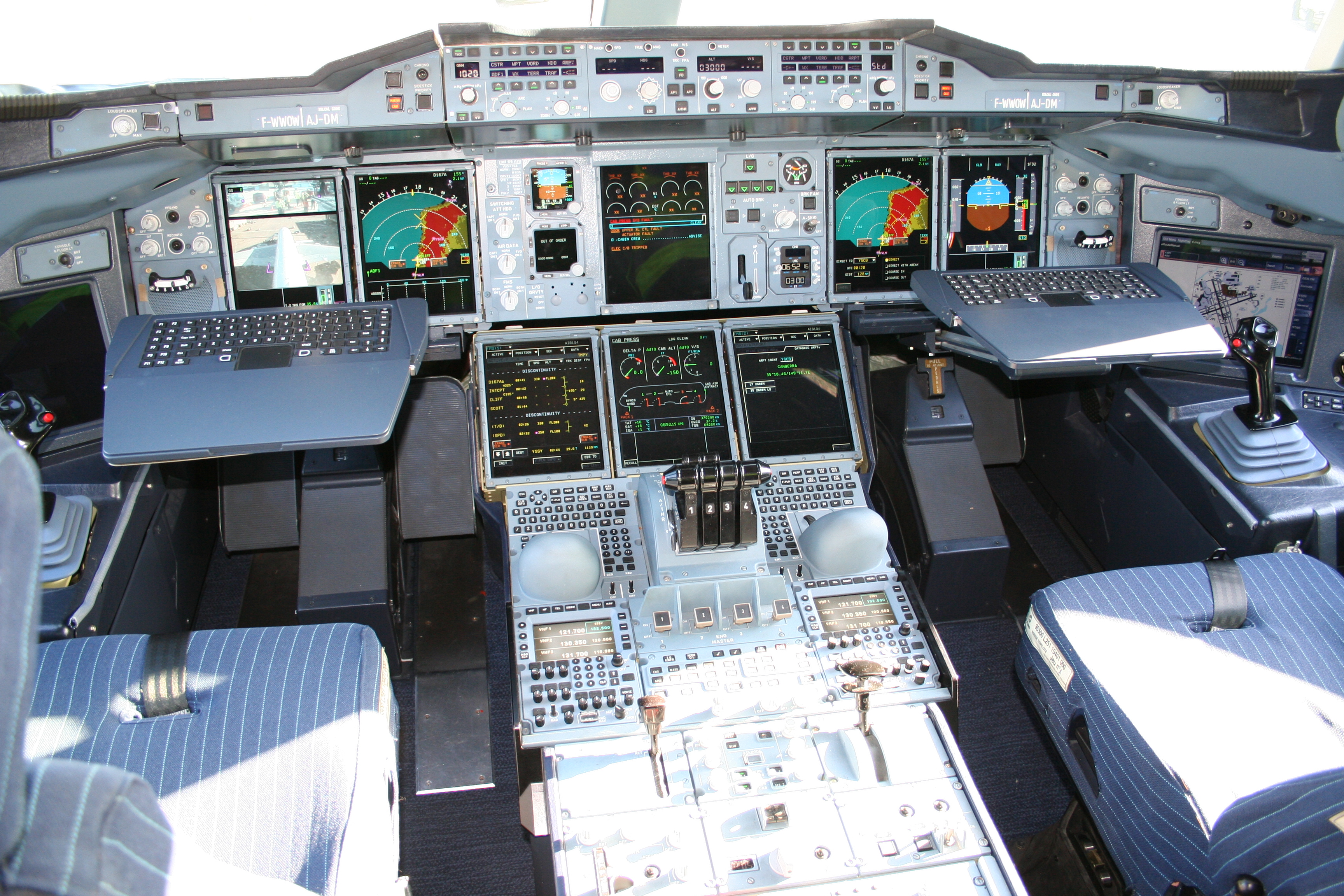
Cabina de plataforma de l'Airbus A380, amb dues pantalles d'ordinador i teclats per als pilots.

Una cabina de pilotatge de vidre(de l'anglès: glass cockpit ), és una cabina de pilotatge d'aeronau dotada de pantalles de presentació dels instruments electrònics. Per a les funcions en què una cabina tradicional fa servir nombrosos instruments mecànics per mostrar la informació, una cabina de vidre utilitza diverses pantalles controlades per sistemes de gestió de vol que poden ser configurades per mostrar la informació de vol segons es necessiti. Això simplifica la navegació i l'operació de l'aeronau i permet als pilots centrar-se únicament en la informació més important. El desenvolupament d'aquestes cabines amb informació digitalitzada i senzilla, ha eliminat la necessitat d'un enginyer de vol a la tripulació. En els últims anys aquesta tecnologia ha passat a estar també àmpliament disponible per a les petites aeronaus.

## Història
Les primeres cabines de vidre, en avions McDonnell Douglas MD-80/90, Boeing 737 Classic, 757 i 767-200/-300, i Airbus A300-600 i A310, usaven sistemes electrònics d'instruments de vol (EFIS) per mostrar l'actitud i la informació de navegació només, mantenint instruments mecànics tradicionals per mostrar velocitat aerodinàmica, altitud i velocitat vertical. Les cabines de vidre més recents, en avions Boeing 737NG, 747-400, 767-400, 777, en tots els models Airbus A320 i posteriors, Ilyushin Il-96 i Tupolev 204, han reemplaçat completament els instruments mecànics i els llums d'advertència.